# 下町の空
『下町の空』（したまちのそら）は、1981年3月2日～5月1日にTBS「花王 愛の劇場」にて放送された昼ドラマ。

## 概要
下町の母子寮が舞台。

## キャスト
- 望 - 島かおり
- 園子 - 星美智子
- 河原崎建三
- 良介 - 湯沢紀保
- 土屋嘉男
- 片桐夕子
- 目黒幸子
- 桑山正一
- 小畑あや
- 宮内順子
- 木下ゆず子
- 翠準子
- 岩倉高子

## スタッフ
- 監督 - 高橋繁男、西河健治
- 脚本 - 芦沢俊郎
- 音楽 - 青山八郎
- 制作 - 東京映画、TBS